# Carolus Bovillus

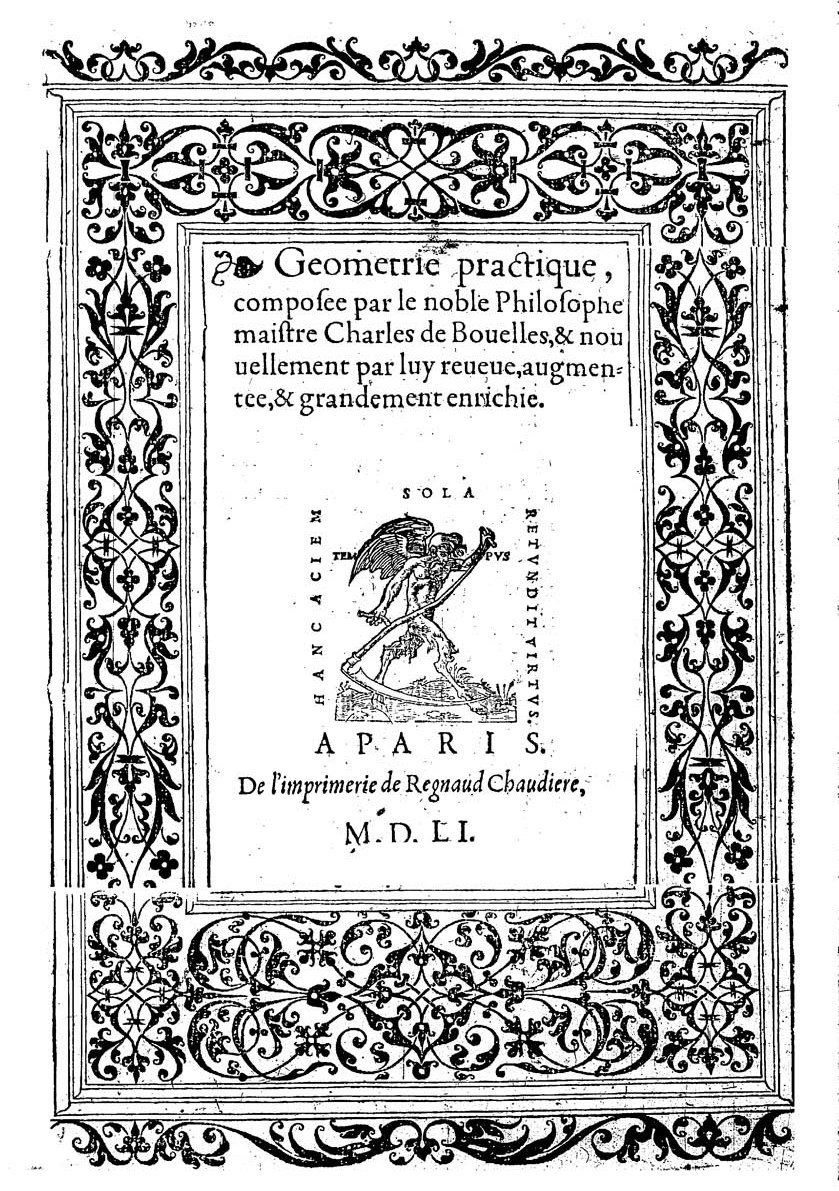
Geometrie practique, 1551

Carolus Bovillus (ca. 1470 – ca. 1553) was een Frans (Picardisch) wiskundige, theoloog en filosoof. Bovillus  (Charles de Bovelles) stond sterk onder invloed van de mystiek (Dionysius de Areopagiet) en ontwikkelde de wetenschapstheorie van Nicolaus Cusanus (1401-1464) verder tot een encyclopedisch systeem. Hij werkte nauw samen met Faber Stapulensis, een van de belangrijkste drukkers uit de vroegmoderne tijd.
- Bibsys: 90061357
- Biblioteca Nacional de España: XX998395
- Bibliothèque nationale de France: cb118932166 (data)
- Catàleg d'autoritats de noms i títols de Catalunya: 981058511706606706
- CiNii: DA03409509
- Gemeinsame Normdatei: 120882841
- International Standard Name Identifier: 0000 0001 1821 9009
- Library of Congress Control Number: n83220037
- Nationale Bibliotheek van Tsjechië: ola2009522675
- Nationale bibliotheek van Australië: 35776703
- Nationale Bibliotheek van Israël: 987007258805405171
- Nederlandse Thesaurus van Auteursnamen: 113577060
- Réseau des bibliothèques de Suisse occidentale: 02-A000022057
- Istituto Centrale per il Catalogo Unico: CFIV046564
- LIBRIS: 353942
- Système universitaire de documentation: 026742764
- Trove: 1082253
- Virtual International Authority File: 100171875
- WorldCat: E39PBJktrwK7pg33YKhmKqYF8C